# 增川洋一
增川洋一（日语：／ Masukawa Yōichi，1978年12月27日—），日本男性配音員、旁白。出身於神奈川縣。身高175.5cm。A型血。

## 來歷、人物
現為自由身，以前經歷元氣Project（至2006年3月）、賢Production（至2010年2月）、Production Ace（2012年4月至2015年8月底）。
出道作是1999年在東京電視台播出的電視動畫《仙界傳 封神演義》的要角四不象。代表作是2002年起同樣在東京電視台播出的《火影忍者》系列的要角李洛克。
除了從事配音工作之外，曾和同經紀公司的森訓久、梯篤司、宮下榮治、泰勇氣、勝杏里及擔任企畫製作的金井美香共7人一起組成聲優組合「Revolver」。
另外與同樣在《火影忍者》系列的主角之一宇智波佐助的聲優杉山紀彰為同行好友。曾有閒暇時常和杉山一起在家裡打電動，杉山說「在遊戲業界我都無法贏過增川」，並與他都承認是電玩迷的一段插曲。
2014年起全面投入演出家的活動。在廣播劇、聲優、藝人及偶像的現場演出活動「UBUGOE」Vol.1～Vol.7主要擔任幕後演出。
2017年4月6日、7日連續兩天公演的朗讀劇「憑依人」同時負責總合演出。

## 演出
粗體字表示主要角色。

### 電視動畫
1999年
- 仙界傳 封神演義（四不象）

2002年
- 火影忍者（2002～2007，李洛克）

2003年
- 銀河鐵道物語（法蘭茲）

2004年
- 極道鮮師（内山春彥）
- 沙漠神行者（川野溜彥）
- 妄想代理人

2005年
- 極樂天師!!（夢狩人）

2006年
- 小天小天子（日语：こてんこてんこ）（美容師A）
- 獸王星（部下、白輪）
- 魔界女王候補生（篁）
- 變身公主（學生）
- MÄR 魔兵傳奇（警備兵）

2007年
- 結界師（秋津秀）
- 現視研2（參加動漫祭的男子A）
- 火影忍者疾風傳（2007～2017，李洛克）

2009年
- 嗝!! 小海豹！（日语：まめゴマ）（楊）

2010年
- 新·學校裡的恐怖傳言花子來了!!（日语：学校のコワイうわさ 花子さんがきた!!）（花子小姐的爸爸）

2012年
- 李洛克的青春全力忍傳（2012～2013，李洛克、中年的李洛克）

2015年
- 幾點君（通心粉）

2017年
- BORUTO -火影新世代- NARUTO NEXT GENERATIONS-（2017～，李洛克）

### 電影動畫
- 劇場版 火影忍者：大興奮！三日月島上的動物騷亂（2006年，李洛克）
- 劇場版 火影忍者疾風傳（2007年，李洛克）
- 劇場版 火影忍者疾風傳：火意志的繼承者（2009年，李洛克）
- 鬼神傳（日语：鬼神伝）（2011年，武官）
- 劇場版 火影忍者：忍者之路（2012年，李洛克）
- 火影忍者劇場版：最終章（2014年，李洛克）
- 火影忍者劇場版：慕留人（2015年，李洛克）

### OVA
- CLUSTER EDGE Secret Episode（2006年，班上學生）

### 遊戲
- 火影忍者系列（李洛克）
- Jump超級明星大亂鬥（日语：ジャンプスーパースターズ）（李洛克）
- 戰鬥競技場D.O.N（日语：バトルスタジアムD.O.N）（李洛克）
- 機戰傭兵4（日语：アーマード・コア4）（萊奧哈特）
- XBOX Watch Dogs（李洛克）
- PC遊戲『劍聖機阿爾法騎士』（艾瑞吉斯）

### 外語配音

#### 電影
- 4400
- 美國派：兄弟會（Dixter）
- 摔角少年（英语：Going to the Mat）（Vincent "Fly" Shu〈Khleo Thomas〉）
- 幸運之吻
- 玩酷世代
- 舞夜驚魂（英语：Prom Night (2008 film)）（Ronnie Heflin〈Collins Penni〉）
- 冰上迪斯可（英语：Roll Bounce）（Mixed Mike〈Khleo Thomas〉）
- 非禮勿視 (2006年電影)（Tyson Simms〈Michael J. Pagan〉）
- 屠夫（年輕時史坦利）
- 熱力四射（英语：You Got Served）（Marty〈Marty Dew〉）

#### 電視影集
- 24 (第6季)（Joshua "Josh" Bauer〈埃文·埃林森〉）
- 逝者之證
- 家族風雲
- 犯罪心理 (第8季)（James）
- 迪士尼家族運動會（英语：Disney Channel Games）
- 孟漢娜

#### 動畫
- 閃閃發亮（ドゥー）
- 天才小子吉米（ユーステス）
- 時空冒險記（芒果）

### 廣播節目
文化放送、大阪電台
- Oh！NARUTO NIPPON（日语：NARUTO -ナルト- (ラジオ)）
- NARUTO Radio 疾風迅雷（日语：NARUTO -ナルト- (ラジオ)）

### 廣播劇
- VOMIC 李洛克的青春全力忍傳（李洛克）

### 網路廣播
- 秋葉鋼鐵製作所

### CD
- 仙界傳封神演義外傳 第貳章（四不象）
- 仙界伝封神演義 角色形象集 ～封神計劃「歌宴」（四不象）
- 火影忍者廣播劇CD 系列卷之貳 每天依然如此持續精進喔！（李洛克）
- 廣播劇CD「憑依人。」（狗神）

### 舞台
- 吉本幕張永旺劇場（2015年7月27日，嘉賓演出）

## 外部連結
- （日語）－增川洋一的官方個人部落格。
- 增川洋一的X（前Twitter） （日語）